# محمد بن هارون السنهوري
محمد بن هارون السنهوري إمام صوفي مغربي الأصل، عاش في القرن السابع الهجري، استوطن قرية سنهور المدينة شرق مدينة دسوق، وله ضريح مقام بها حتى الآن.

## قصة تبشيره بإبراهيم الدسوقي
تقول روايات الصوفية أنه هو المبشر الأول بمولد إبراهيم الدسوقي، وقد كان على علاقة وطيدة بأبوه عبد العزيز أبي المجد، فكلما رأى ابن هارون أبا المجد قام له وشدّ على تكريمه إياه، حتى لاحظ أصحابه ذلك وسألوه عن سبب ذلك، فقال لهم أن في ظهره ولياً يبلغ صيته المشرق والمغرب، وبعد ذلك بمدة رأوه قد ترك القيام فسألوه عن السبب، فقال لهم أن القيام لم يكن لشخص أبا المجد بل لبحر في ظهر وقد انتقل إلى زوجته.